# バブル核融合

タリヤーカンの実験装置。1.真空ポンプ、2.放射線検出器、3.中性子源、4.超音波発生器、5.試験管と試験液、6.マイクロホン、7.光電子増倍管、8.重水素原子同士の衝突、8a.ヘリウムと中性子の生成、8b.三重水素（トリチウム）と陽子の生成

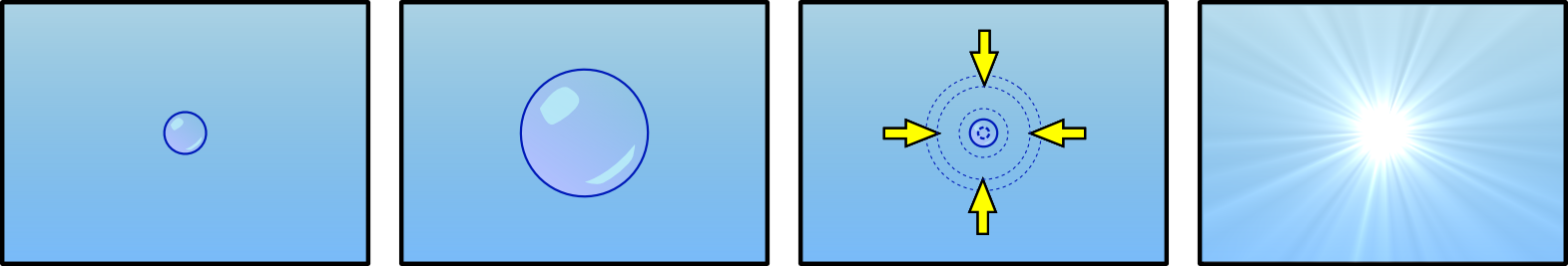
左から右へ、気泡の発生→ゆっくりと膨張→突然の急激な収縮→報告された核融合現象

バブル核融合（バブルかくゆうごう、英語: Bubble fusion）は、原子核融合の一種で、超音波キャビテーション（空洞現象）によって高温高圧下の気泡（バブル）内で発生するとされるものである。
2002年3月、アメリカ合衆国オークリッジ国立研究所のルーシ・タリヤーカン（en:Rusi Taleyarkhan、のちパデュー大学教授）らが科学雑誌『サイエンス』に論文を発表した。
この論文によると、重水素を含むアセトンに超音波を当ててキャビテーションを発生させ、生成した細かな泡が壊れるとき飛び出す中性子をとらえたという。そして、高温高圧下で重水素同士の熱核融合が起きたものと報告した。
しかしながら、同僚による実験で再現できなかったため、多くの専門家によって掲載前から批判された。いまなおこのグループ以外では再現できていない。
ただ、東北大学の実験において、液体リチウムの超音波キャビテーションが700万ケルビン以上の高温高圧状態を作り出し核融合反応を大幅に促進することが確かめられている。
これは理論的に予見されていたリチウムによる核融合促進効果と超音波キャビテーションの複合といえる。